# Musiikkituottajat
Musiikkituottajat - IFPI Finland ry, eller Musiikkituottajat (dansk: Musikproducere, tidligere kendt som Suomen Ääni - ja kuvatallennetuottajat ÄKT) er paraplyorganisationen til registrering af aktive musikproducere i Finland, hvor 23 pladeselskaber er medlemmer.

## Aktivitet
Formålet med foreningen er at "forbedre den kulturpolitiske situation og den juridiske beskyttelse af musikproduktion, udvikle distributionen og produktionen af indspilninger og musikvideoer, og at deltage i styringen og kontrollen med produktionsrettigheder". Musiikkituottajat er den finske repræsentant i International Federation of the Phonographic Industry (IFPI). Det er også en af de tre medlemmer af Gramex.